# Galileo Galilei (樂團)
Galileo Galilei（ガリレオ・ガリレイ）是日本北海道出身的4人搖滾樂隊，成立於2007年。2016年4月終止活動，其後又於2022年以新體制重新活動。終止活動時的3名成員於2018年1月以"Bird Bear Hare and Fish（之後更名BBHF）"為樂團名繼續活動。

## 樂隊由來
在中學3年級時，尾崎雄貴在家中大掃除時在衣櫃中發現一支電吉他，其弟尾崎和樹也以空氣吉他一同扮演成樂隊。雄貴認真學習吉他並開始打算組成樂隊，把童年玩伴佐孝仁司叫來參與。見到雄貴從未試過地開心，佐孝也爽快地加入，以壓歲錢買下約4萬日元的新手用初心者用的吉他套裝。在當時還未得知貝斯這樂器，只是模仿ASIAN KUNG-FU GENERATION的雙吉他。
其後在閱讀音樂雜志後，得知貝斯的存在，雄貴就跟拜托佐孝「買一支貝斯」。佐孝連貝斯是甚麼也沒考慮就接受提案買下貝斯。其後，和樹在學校老師的兒子手上接收了一組鼓，雄貴就稍稍地以對著教科書來練習鼓。
Galileo Galilei以另類搖滾的樂風為樂團特徵，從第二張專輯「PORTAL」開始初試日本國外的獨立搖滾樂風，開始多方嘗試、轉變和以往不同的樂路。

## 經歷
2010年，Galileo Galilei以迷你專輯「玫瑰的花朵」在樂壇主流出道。
2011年，由日本索尼音樂娛樂製作，三木孝浩執導的短篇電影管制塔以Galileo Galilei於2009年發行的專輯《雨のちガリレオ》中「管制塔」一曲為主題，並邀請Galileo Galilei再次錄製該歌曲的版本作為主題曲。
2011年2月發行第一張專輯「Parade」（パレード）。2012年1月發行受電子樂濃厚影響的第二張專輯「PORTAL」，同年10月發行的第二張迷你專輯「Baby, It's Cold Outside」，使用了吉他合成效果器，帶來比以往更加洗練的吉他音。
2013年10月發行的第三張專輯「ALARMS」，請到POP ETC的Christopher Chu擔任專輯製作。
2016年1月，樂隊宣布在3月和4月舉行的全國巡迴演唱會「Galileo Galilei "Sea and The Darkness" Tour 2016」終止活動。同年1月27日發表的《Sea and The Darkness》成為其恢復活動前最後一張音樂作品。
2022年10月11日，由 尾崎雄貴、尾崎和樹、岡崎真輝、岩井郁人 四人以新體制所組成的Galileo Galilei宣布恢復活動。 （页面存档备份，存于）
2023年5月31日，推出恢復活動以來第一張的專輯《Bee and The Whales》，由自主廠牌 Ouchi Daisuki Club Records 發行，由 SME Records 發售。

## 成員

### 現任成員
尾崎雄貴（1991年5月27日 - ）
- 主唱、吉他、作詞、作曲。
- 出生於北海道稚內市、血型O型。
- 暱稱為「崎哥」（ざき兄）。
- 鼓手尾崎和樹的哥哥。
- 很喜歡狗，在北海道當地養有一隻名｢小太郎｣的狗[5]。

尾崎 和樹（1993年5月11日 - ）
- 爵士鼓・和聲。
- 出生於北海道稚内市、血型A型。
- 暱稱為｢和nyan｣（かずにゃん）、「和king」（カズキング）。
- 主唱尾崎雄貴的弟弟。

岩井 郁人（1990年12月24日 - ）
- 吉他手、鍵盤手、和聲。
- 出生於北海道惠庭市、血型O型。
- 暱稱「郁仔」（ふーたん）、「王子」。
- 被尾崎和樹稱為「美男子」。
- 於2012年9月13日退出，後於2022年10月11日在宣布樂隊恢復活動之際重新加入。

岡崎真輝（1994年9月6日 - ）
- 貝斯。
- 出生於北海道札幌市、血液型AB型。
- 作爲支援樂手，在BBHF與warbear擔當貝斯。
- 亦爲尾崎兄弟作曲的歌曲擔當貝斯。
- 與2022年10月11日宣佈樂隊恢復活動之際加入，替代佐孝仁司。

### 退出成員
船谷 創平（1991年 - ）
- 吉他手。
- 血型A型。
- 暱稱「船仔」（ふなっこ）。
- 於2009年8月31日退出。

野口 一雅（1990年7月21日 - ）
- 鍵盤手。
- 於2012年9月13日退出。

小lab 出生日不明
- 音樂編程處理、吉祥物
- 出生於玩具○斗城。最喜歡洗Lenor（一種清潔劑）澡。
- 以「小Lab」（Lab Chan）的名義作為音軌編輯進行單飛活動。

佐孝 仁司（1991年6月19日 - ）
- 貝斯。
- 出生於北海道稚内市、血型A型。
- 暱稱為「佐孝Ｐ」（さこぴー）、「仁six」（ヒトシックス）、「佐PIXIE」（さこPIXIE）。
- 參與BBHF，於2021年3月31日退出。
- 在宣佈樂隊恢復活動時沒有參與。
- 現在為科技博客Gizmodo的視頻部門的成員。

## 作品

### 單曲
| #                                                                     | 發行日期      | 名稱                 | 規格   | 日本規格編號                    | 最高順位 | 收錄專輯           |
| --------------------------------------------------------------------- | ------------- | -------------------- | ------ | ------------------------------- | -------- | ------------------ |
| 出道前                                                                | 2008年        | HELLO GOODBYE        | 12cmCD | -                               | -        | -                  |
| 1st                                                                   | 2010年6月9日  | 夏空（）             | 12cmCD | SECL-871                        | 14位     | Parade（パレード） |
| 2nd                                                                   | 2010年9月22日 | 尋找四片葉的旅人（） | 12cmCD | SECL-905                        | 20位     | Parade（パレード） |
| 3rd                                                                   | 2011年1月19日 | 從我這到你那裡（）   | 12cmCD | SECL-935                        | 15位     | Parade（パレード） |
| 4th                                                                   | 2011年6月15日 | 藍色書籤（）         | 12cmCD | SECL-975                        | 9位      | PORTAL             |
| 5th                                                                   | 2011年9月7日  | 永別了先鋒者（）     | 12cmCD | SECL-998                        | 25位     | PORTAL             |
| 6th                                                                   | 2011年12月7日 | 邁向明日（）         | 12cmCD | SECL-1031 SECL-1032（期間限定） | 17位     | PORTAL             |
| 7th                                                                   | 2013年8月21日 | 圍圈遊戲（）         | 12cmCD | SECL-1373                       | 18位     | ALARMS             |
| 因日本國外尚未代理，中文名稱皆為暫譯。                                |               |                      |        |                                 |          |                    |
| 「夏空」在出道前為「閃光LABEL」活動的限定手機下載歌曲，現已正式發行。 |               |                      |        |                                 |          |                    |

### 音樂專輯
- 迷你專輯

| 出道前                                                                   | 2009年1月21日  | 雨後的伽利略（雨のちガリレオ） | 12cmCD | RIOT-0001 | 30位 |
| 1st                                                                      | 2010年2月24日  | 玫瑰的花朵（ハマナスの花）     | 12cmCD | SECL-848  | 14位 |
| 2nd                                                                      | 2012年10月31日 | Baby, It's Cold Outside        | 12cmCD | SECL-1199 | 19位 |
| 因日本國外尚未代理，中文名稱皆為暫譯。                                   |                |                                |        |           |      |
| 雨後的伽利略（雨のちガリレオ）為閃光LABEL發行，其他皆為SME Records發行。 |                |                                |        |           |      |

- 專輯

| 出道前                                 | 2008年        | 1tas2                | 12cmCD | -         | -    |
| 1st                                    | 2011年2月16日 | Parade（パレード）   | 12cmCD | SECL-945  | 5位  |
| 2nd                                    | 2012年1月25日 | PORTAL               | 12cmCD | SECL-1066 | 10位 |
| 3rd                                    | 2013年10月9日 | ALARMS               | 12cmCD | SECL-1395 | 15位 |
| 4th                                    | 2016年1月27日 | Sea and The Darkness | 12cmCD | SECL-1837 | 19位 |
| 5th                                    | 2023年5月31日 | Bee and The Whales   | 12cmCD | SECL-2860 | 35位 |
| 因日本國外尚未代理，中文名稱皆為暫譯。 |               |                      |        |           |      |

### 參加作品
- Various Artist（2008年11月26日）
  - 1.ハローグッバイ
  - 為音樂節目『閃光ライオット2008』中進入決賽的16組之一的樂曲。
- 『おおきく振りかぶって〜夏の大会編〜 OST』（2010年6月23日）
  - 24.夏空（TV version）

## 外部連結
- 官方網站 （页面存档备份，存于）
- 尾崎兄的札幌日記
- 尾崎雄貴 (yuuki_ozaki)的X（前Twitter）
- 岩井郁人 (FOLKS_FUMITO)的X（前Twitter）
- 佐孝仁司 (hitoshi_sakou)的X（前Twitter）
- 尾崎和樹 (kazuki_ozaki)的X（前Twitter）
- スタッフ (galileo_news)的X（前Twitter）
- WanWanStudio (wanwanstudio)的X（前Twitter）